# كارولينا أريغي
ماريا كارولينا أريغي فوسكوفيتش (بالإسبانية: María Carolina Arregui Vuskovic) وتعرف فنيا بالاختصار كارولينا أريغي (بالإسبانية: Carolina Arregui) (26 أغسطس 1965 بسانتياغو، تشيلي)، هي ممثلة تشيلية من أصل كرواتي باسكي. تعتبر أشهر وأفضل الممثلات التشيليات رغم أنها لم تدرس قط في أية مدرسة خاصة بالتمثيل..

## حياتها
بدأت كارولينا في التمثيل منذ الصغر، حيث شاركت في تيلينوفيلا بعنوان لعبة الحياة (بالإسبانية: El Juego de la Vida) في سن 17 سنة، ثم انطلقت في عالم التلفزيون ببعض الأدوار في أعمال تلفزيونية مثل دمى (بالإسبانية: Los Títeres)، البرج 10 (بالإسبانية: La Torre 10)، وخصيصا مسلسل الملاك السيئ (بالإسبانية: Ángel Malo) الذي لعبت فيها دورا بطوليا لأول مرة.
في 1993 توقفت كارولينا عن التمثيل لأسباب وصفتها بالشخصية، حيث خلقت الجدل بزواجها من المخرج التشيلي أوسكار رودريغيز، لكنها عادت للتمثيل في 1998 من خلال دورها في تيلينوفيلا معطاء (ب[] خطأ: {{اللغة-؟؟}}: لا نص (مساعدة))، هذا الدور جهلها تفوز بجائزة رابطة الصحفيين عن فئة أفضل ممثلة.
في 2010 توجت كملكة المهرجان خلال مهرجان فينيا ديل مار الدولي للموسيقى بفضل تصويت الإعلاميين المشاركين في الحدث.

## الجوائز والترشيحات

### جوائز ألتازور
| السنة | الفئة      | العمل                    | النتيجة |
| ----- | ---------- | ------------------------ | ------- |
| 2003  | أفضل ممثلة | مباراة جيدة Buen partido | رُشِّح     |
| 2004  | أفضل ممثلة | الذكور Machos            | رُشِّح     |

### جوائز رابطة الصحفيين
| السنة | الفئة                | العمل                    | النتيجة |
| ----- | -------------------- | ------------------------ | ------- |
| 1998  | أفضل ممثلة دور بطولة | معطاء A todo dar         | فوز     |
| 2003  | أفضل ممثلة دور بطولة | مباراة جيدة Buen partido | فوز     |
| 2004  | أفضل ممثلة دور بطولة | الذكور Machos            | رُشِّح     |
| 2005  | أفضل ممثلة دور بطولة | هيبيز Hippie             | فوز     |
| 2006  | أفضل ممثلة دور بطولة | بروج Brujas              | رُشِّح     |

### جوائز أخرى
| السنة | الجائزة                      | الفئة              | العمل                               | النتيجة |
| ----- | ---------------------------- | ------------------ | ----------------------------------- | ------- |
| 1986  | جوائز مجلة لا كوارتا الذهبية | أفضل ممثلة         | ملاك سيئ Ángel malo                 | فوز     |
| 2005  | جوائز كوبيهو الذهبية         | أفضل ممثلة شعبية   | بروج Brujas                         | فوز     |
| 2005  | جوائز تيفي غراما             | أفضل ممثلة تلفزيون | بروج Brujas                         | فوز     |
| 2006  | جوائز كوبيهو الذهبية         | أفضل ممثلة شعبية   | وقح Descarado                       | رُشِّح     |
| 2008  | جوائز كوبيهو الذهبية         | أفضل ممثلة شعبية   | السيد الحب Don Amor                 | رُشِّح     |
| 2009  | جوائز كوبيهو الذهبية         | أفضل ممثلة شعبية   | كنا معا Cuenta conmigo              | رُشِّح     |
| 2010  | جوائز كوبيهو الذهبية         | أفضل ممثلة شعبية   | السيدة الأولى Primera dama          | فوز     |
| 2010  | جوائز تيفي غراما             | أفضل ممثلة تلفزيون | السيدة الأولى Primera dama          | رُشِّح     |
| 2012  | جوائز كوبيهو الذهبية         | أفضل ممثلة شعبية   | ريكو الفقيرة Pobre rico             | رُشِّح     |
| 2012  | جوائز تيفي غراما             | أفضل ممثلة تلفزيون | ريكو الفقيرة Pobre rico             | فوز     |
| 2013  | جوائز كوبيهو الذهبية         | أفضل ممثلة شعبية   | سوموس لوس كارمونا Somos los Carmona | رُشِّح     |
| 2013  | جوائز تيفي غراما             | أفضل ممثلة تلفزيون | سوموس لوس كارمونا Somos los Carmona | رُشِّح     |
| 2014  | جوائز كوبيهو الذهبية         | أفضل ممثلة شعبية   | جون الشمس Caleta del sol            | رُشِّح     |
| 2014  | جوائز تيفي غراما             | أفضل ممثلة تلفزيون | جون الشمس Caleta del sol            | رُشِّح     |
| 2017  | جوائز كوبيهو الذهبية         | أفضل ممثلة شعبية   | Wena profe                          | رُشِّح     |
| 2017  | جوائز كوبيهو الذهبية         | ملكة كوبيهيو       |                                     | رُشِّح     |